# Mysidopsis buffaloensis
Mysidopsis buffaloensis is een aasgarnalensoort uit de familie van de Mysidae. De wetenschappelijke naam van de soort is voor het eerst geldig gepubliceerd in 1988 door Wooldridge.